# Sándor Marót
Sándor Marót (* 4. März 1884 in Arad; † Juni 1944 im Konzentrationslager Auschwitz) war ein ungarischer Schriftsteller und Journalist. 
Ab 1904 schrieb er für siebenbürgische und Budapester Zeitungen. Marót publizierte Artikel in A Hét (Die Woche), Brassói Lapok (Kronstädter Blätter), Ellenzék (Opposition).
Seine Theaterstücke wurden in Klausenburg und Oradea uraufgeführt.